# Gerhard Schmidt (Politiker, 1914)
Gerhard Schmidt (* 11. August 1914 in Charlottenburg; † 28. März 1990) war ein deutscher Kommunalpolitiker (SPD) und gelernter Versicherungskaufmann.

## Werdegang
Schmidt war von 1949 bis 1959 und von 1971 bis 1975 Bezirksverordneter in der Bezirksverordnetenversammlung im Berliner Bezirk Wilmersdorf. Von 1959 bis 1963 war er Bezirksstadtrat für Finanzen und von 1965 bis 1971 Bezirksbürgermeister in Wilmersdorf.

## Ehrungen
- 1968: Verdienstkreuz am Bande der Bundesrepublik Deutschland